# Peniarth 32
El manuscrit Peniarth 32 és un volum que conté les lleis de Hywel Dda i que data del segle xv. També inclou una breu crònica de Gwrtheyrn Gwrtheneu al rei Joan, la visió de Pau, l'arbre de la Creu, el Brutus Saxonum i una sèrie de poemes coneguts com a englynion. El manuscrit està escrit i lligat en vitel·la, probablement pel mateix escriba responsable del Mabinogion al Llibre roig de Hergest.
L'exemplar es troba a la Biblioteca Nacional de Gal·les, a Aberystwyth, i forma part de la col·lecció de manuscrits Peniarth.